# Hans Schilde
Hans Schilde (* 2. Oktober 1910 in Limmritz; † 3. Mai 2006 in Dresden) war ein deutscher Politiker (SED) und Gewerkschafter.

## Leben
Schilde, Sohn eines Arbeiters, erlernte den Beruf des Werkzeugmachers. Anschließend arbeitete er im Beruf. 1925 trat dem KJVD und 1930 der KPD bei. Seit 1931 war er Mitglied der Reichsleitung der Roten Jungfront und ab 1932 Instrukteur des Zentralkomitees (ZK) des KJVD in Nordbayern, dann in Lippe und Hamburg. 
Nach der „Machtergreifung“ der Nationalsozialisten war er von März bis Dezember 1933 in Hamburg inhaftiert. 1934 ging er zur Schulung in die Sowjetunion und war anschließend als Kurier für die KPD tätig. 1935 wurde er in Amsterdam verhaftet, ausgewiesen und war dann für die KPD in der Tschechoslowakei tätig. Er war dort der verantwortliche KJVD-Funktionär des Unterabschnittes Karlsbad. 1938 emigrierte er nach Großbritannien und gehörte hier ab 1944 dem Arbeitsausschuss der Landesgruppe deutscher Gewerkschafter an. 
1946 kehrte er nach Deutschland zurück. In Dresden hatte er führenden Anteil am Aufbau des FDGB. Im April 1947 wurde er zum Landrat des Kreises Freiberg gewählt, dann als Bevollmächtigter im Amt zum Schutze des Volkseigentums in Sachsen eingesetzt. Anschließend wurde er stellvertretender Leiter der Hauptabteilung Leichtindustrie in der DWK und nach Gründung der DDR im Oktober 1949 im Ministerium für Industrie. Nach einem Studium an der Parteihochschule war er bis 1955 Betriebsleiter des VEB Schwermaschinenbau „Heinrich Rau“ in Wildau. Er studierte dann am Industrie-Institut der TH Dresden und war bis 1958 Sekretär der SED-Grundorganisation der TH Dresden. Von 1958 bis 1963 war er Vorsitzender des Bezirkswirtschaftsrates und stellvertretender Vorsitzender des Rates des Bezirkes Dresden. Von 1963 bis 1966 fungierte er als Sektorenleiter für Leicht- und Lebensmittelindustrie im Büro für Industrie und Bauwesen der SED-Bezirksleitung Dresden und war Abgeordneter des Bezirkstags ebendort. Schilde war auch Dresdner Stadtverordneter und 1970/71 Erster Sekretär der SED-Stadtbezirksleitung Dresden-Ost. Im Jahr 1971 beendete er seine hauptamtliche Arbeit im SED-Apparat, war aber weiterhin als Vorsitzender des Bezirksausschusses Dresden der Volkssolidarität tätig.

## Auszeichnungen
- Verdienstmedaille der DDR (1959)
- Vaterländischer Verdienstorden in Gold (1975)
- Ehrenspange zum Vaterländischen Verdienstorden in Gold (1980)
- Karl-Marx-Orden (1985)